# 라이언 징키
라이언 키스 징키(영어: Ryan Keith Zinke, 1961년 11월 1일 ~ )는 미국 공화당 소속의 정치인이다.

## 역대 선거 결과
| 선거명      | 직책명                       | 대수  | 정당   | 득표율 | 득표수    | 결과 | 당락                   |
| ----------- | ---------------------------- | ----- | ------ | ------ | --------- | ---- | ---------------------- |
| 2008년 선거 | 상원의원 (몬태나 제2부)      | 61대  | 공화당 | 54.60% | 5,498표   | 1위  | 몬태나 주의원 당선     |
| 2014년 선거 | 하원의원 (몬태나 광역선거구) | 114대 | 공화당 | 55.41% | 203,871표 | 1위  | 몬태나주 하원의원 당선 |
| 2016년 선거 | 하원의원 (몬태나 광역선거구) | 115대 | 공화당 | 56.19% | 285,358표 | 1위  | 몬태나주 하원의원 당선 |
| 2022년 선거 | 하원의원 (몬태나 제1선거구)  | 118대 | 공화당 | 49.73% | 120,285표 | 1위  | 몬태나주 하원의원 당선 |
| 2024년 선거 | 하원의원 (몬태나 제1선거구)  | 119대 | 공화당 | 52.30% | 168,529표 | 1위  | 몬태나주 하원의원 당선 |

## 참고 자료
- 위키미디어 공용에 라이언 징키 관련 미디어 분류가 있습니다.
- 미국 의원 인물 소개
- 라이언 징키 - X
- 라이언 징키 - 페이스북